# Elsa (fiume)
L'Elsa è un fiume toscano lungo 63 km. Nasce dalla Montagnola senese nel comune di Sovicille (a ovest di Siena), da alcune sorgenti nei pressi della pieve di Molli.
Percorre l'omonima Valdelsa da sud a nord e, dopo aver bagnato i centri abitati di Colle di Val d'Elsa, Poggibonsi, Certaldo e Castelfiorentino, si getta nell'Arno al confine tra la provincia di Firenze e quella di Pisa tra le località di Marcignana, nel comune di Empoli, e Isola (San Miniato).
Il fiume è caratterizzato da una accentuata salinità che gli deriva dalla presenza di solfato e di calcio dovuti ai minerali gessosi e calcarei presenti lungo il suo corso

## Il percorso

### L'Elsa Morta
Il primo tratto, alimentato quasi esclusivamente dalle acque piovane, scorre attraverso il Piano della Speranza ed il Pian dell'Olmino, nei comuni di Casole d'Elsa e di Colle di Val d'Elsa e viene chiamato Elsa morta.
Riceve le acque che provengono dal Botro degli Strulli, che scende da Mensanello, e di quelle provenienti dalle Caldane.
Le Caldane, situate poco prima di Gracciano, popolosa frazione del comune di Colle di Val d'Elsa, sono sorgenti di acqua tiepida, conosciute fin dall'antichità per le loro proprietà terapeutiche.

### L'Elsa Viva
A Onci, nei pressi di Gracciano, l'Elsa diventa finalmente Viva per l'afflusso delle acque provenienti dalle Vene che fornivano forza motrice a mulini e cartiere.
Subito dopo Gracciano l'Elsa incontra il Ponte di San Marziale, con la steccaia ed il callone reale, da cui iniziano le Gore, antichi canali che fornivano energia motrice a basso costo a mulini, cartiere e industrie manifatturiere di Colle di Val d'Elsa, che proprio a loro deve forse il suo antico sviluppo industriale.
Dopo Ponte di San Marziale, dove inizia anche il Sentierelsa, superata la steccaia, l'Elsa forma il salto del Diborrato.

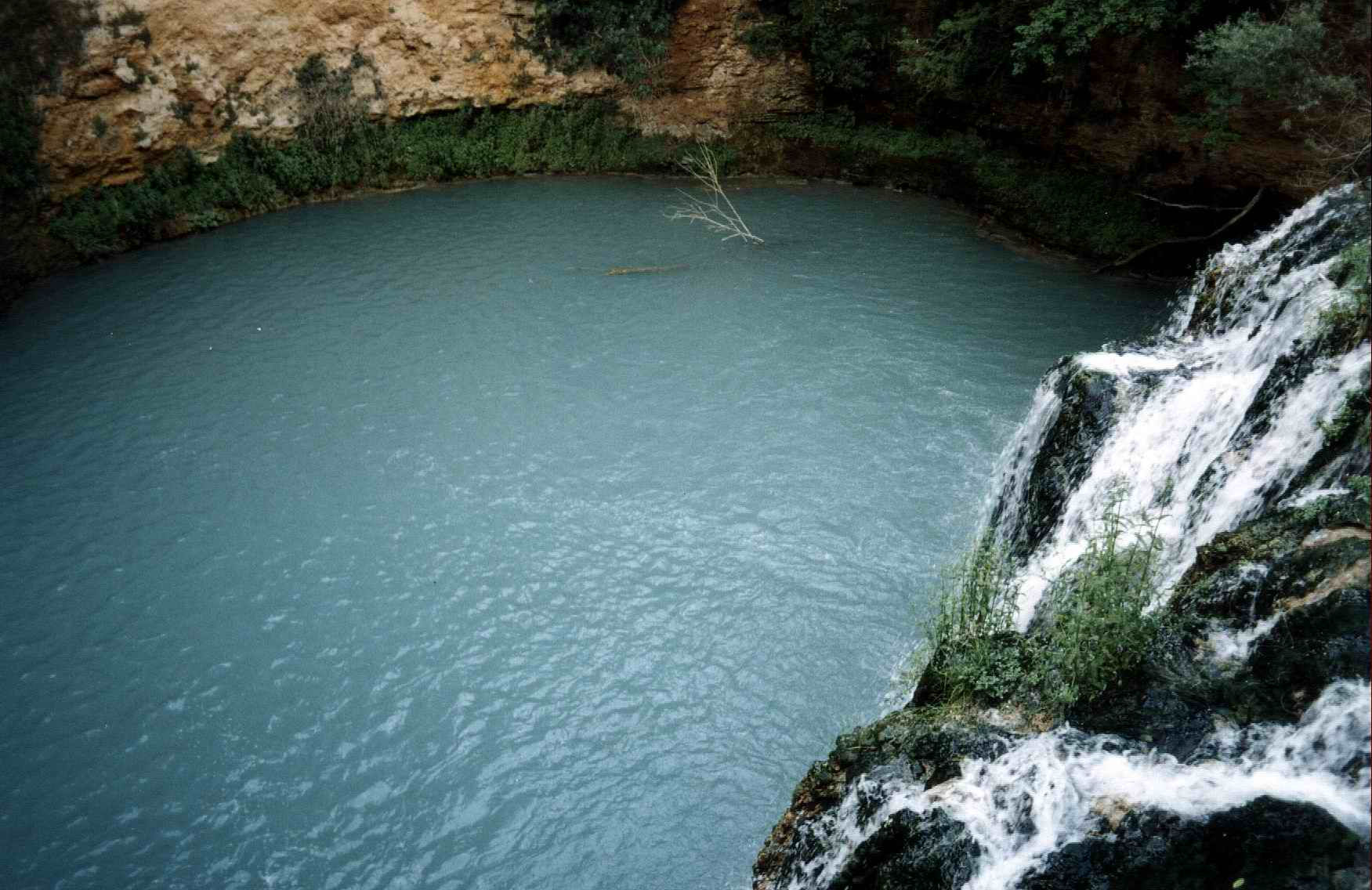
Colle di Val d'Elsa - Fiume Elsa: Il Diborrato

Il fiume oltrepassa quindi Colle di Val d'Elsa, nel cui tratto il fiume forma alcuni angoli incantevoli, come la Conchina e la Nicchia (il mare dei colligiani negli anni 30 e 40 ma anche in epoca successiva), in cui i colligiani erano soliti trovare refrigerio dai calori estivi.
Nei pressi di Poggibonsi, riceve le acque dello Staggia, del Foci e del Drove.
Oltrepassa quindi la pescaia di Ulignano, dove si trovava il medievale Mulino di San Galgano, e giunge velocemente nei comuni di Barberino Val d'Elsa, San Gimignano e di Certaldo, ricevendo gli affluenti Avane, Zambra, Casciani e Agliena.
La Pescaia ed il Mulino di Certaldo testimoniano anche in questo caso l'uso delle sue acque per la produzione di energia motrice.
L'Elsa prosegue quindi la sua corsa ricevendo l'apporto del Pesciola, del Rio Petroso e del Rio del Vallone, fino a giungere a Castelfiorentino e accogliere le acque del Lama.
L'Elsa arriva quindi alla pescaia della Dogana, un tempo al confine tra Firenze e San Miniato, ed ai Renai, dove un tempo si estraeva la rena la sabbia e la ghiaia e meta di bagni estivi.
Il fiume prosegue quindi il suo corso costeggiando la ferrovia e, dopo Cambiano, arriva a Granaiolo, dove le sue acque servivano al grande zuccherificio, attivo dall'inizio del XX secolo fino agli anni '60.
Dopo Brusciana si arriva a Ponte a Elsa, frazione al confine dei comuni di Empoli e San Miniato, di cui è facile intuire l'origine del nome, e quindi, nei pressi di Isola (San Miniato), le acque dell'Elsa trovano il loro sbocco in quelle notevolmente più copiose dell'Arno.

## Il Sentierelsa
È un percorso attrezzato di circa 4 km lungo il fiume Elsa, nel comune di Colle di Val d'Elsa. Il percorso inizia nei pressi della frazione di Gracciano, poco più a sud dell'abitato di Colle di Val d'Elsa, in prossimità del ponte di San Marziale di Limoges e si snoda lungo il corso del fiume fino al Ponte di Spugna.
Il percorso, la cui realizzazione è stata per lo più opera dei volontari dell'ARCI Pesca Colligiano, fa parte dell'Area Naturale Protetta di Interesse Locale Parco Fluviale dell'Alta Val d'Elsa.
All'inizio del sentiero possiamo vedere la Steccaia ed il Callone Reale. Sono queste due opere fondamentali per la storia dell'economia colligiana visto che servivano ad incanalare l'acqua dell'Elsa in canali artificiali, risalenti al Medioevo.
L'acqua, incanalata nelle ‘gore’, come venivano chiamati gli antichi canali medievali, poteva così essere sfruttata non solo per l'irrigazione e per gli usi quotidiani, ma soprattutto per produrre la forza motrice necessaria ai mulini e alle numerose cartiere che si trovavano a Colle Val d'Elsa. Successivamente, oltre alle cartiere la forza motrice a basso costo, così prodotta, è stata di particolare ausilio per lo sviluppo delle ferriere e delle altre industrie manifatturiere della città, fino ad epoca recente (XIX/XX secolo).
Entrando nei particolari, 'La Steccaia' serve a trattenere l'acqua del fiume, deviandola grazie ad un sistema di chiuse mobili (tavole da inserire in blocchi di pietra) che crea una sorta di sbarramento alle acque dell'Elsa. Il 'Callone Reale', la cui costruzione risale ai tempi del Granducato di Toscana, non è altro che una saracinesca che regola l'afflusso dell'acqua che viene deviata nelle gore.
Subito dopo il fiume compie un salto con la "cascata del Diborrato", dove i giovani colligiani erano soliti dimostrare il loro coraggio tuffandosi dall'alto.
Il sentiero prosegue quindi toccando vari punti (molto noti ai colligiani soprattutto di una certa età): il "Tonfo dei Preti" (così chiamato perché vi facevano il bagno i seminaristi), la "Nicchia" (il Mare dei colligiani soprattutto negli anni '30 e '40, ma anche in epoca successiva), la "Conchina", immortalata dal pittore Antonio Salvetti e ancora la "Grotta dell'Orso", "l'Alberaia", il "Masso Bianco" e "la Spianata dei Falchi", tutti punti con caratteristiche ambientali particolari.
Il Sentierelsa termina sotto all'attuale ponte di Spugna.

## Il bacino dell'Elsa
Il suo bacino ricade nei comuni di: 
- Barberino Val d'Elsa (FI)
- Casole d'Elsa (SI)
- Castelfiorentino (FI)
- Castellina in Chianti (SI)
- Castelnuovo Berardenga (SI)
- Certaldo (FI)
- Colle di Val d'Elsa (SI)
- Empoli (FI)
- Gambassi Terme (FI)
- Montaione (FI)
- Monteriggioni (SI)
- Montespertoli (FI)
- Poggibonsi (SI)
- Radda in Chianti (SI)
- Radicondoli (SI)
- San Gimignano (SI)
- San Miniato (PI)
- Sovicille (SI)
- Tavarnelle Val di Pesa (FI)

## Citazioni
- Dante, Divina Commedia, Purgatorio, canto 33, versi 67-68:

... e se stati non fossero acqua d'Elsa

li pensier vani intorno alla tua mente ...
- Fazio degli Uberti, Dittamondo (lib. III canto 8):

... Non è da trapassare e farsi muto

dell'Elsa che da Colle a Spugna corre,

chè, senza prova non l'avrei creduto,

io dico che ci feci un legno porre

lungo e sottile: e, in men che fosse un mese,

grosso era e pietra, quando il venni a torre.

Colonne assai ne fanno nel paese ...

## Galleria d'immagini

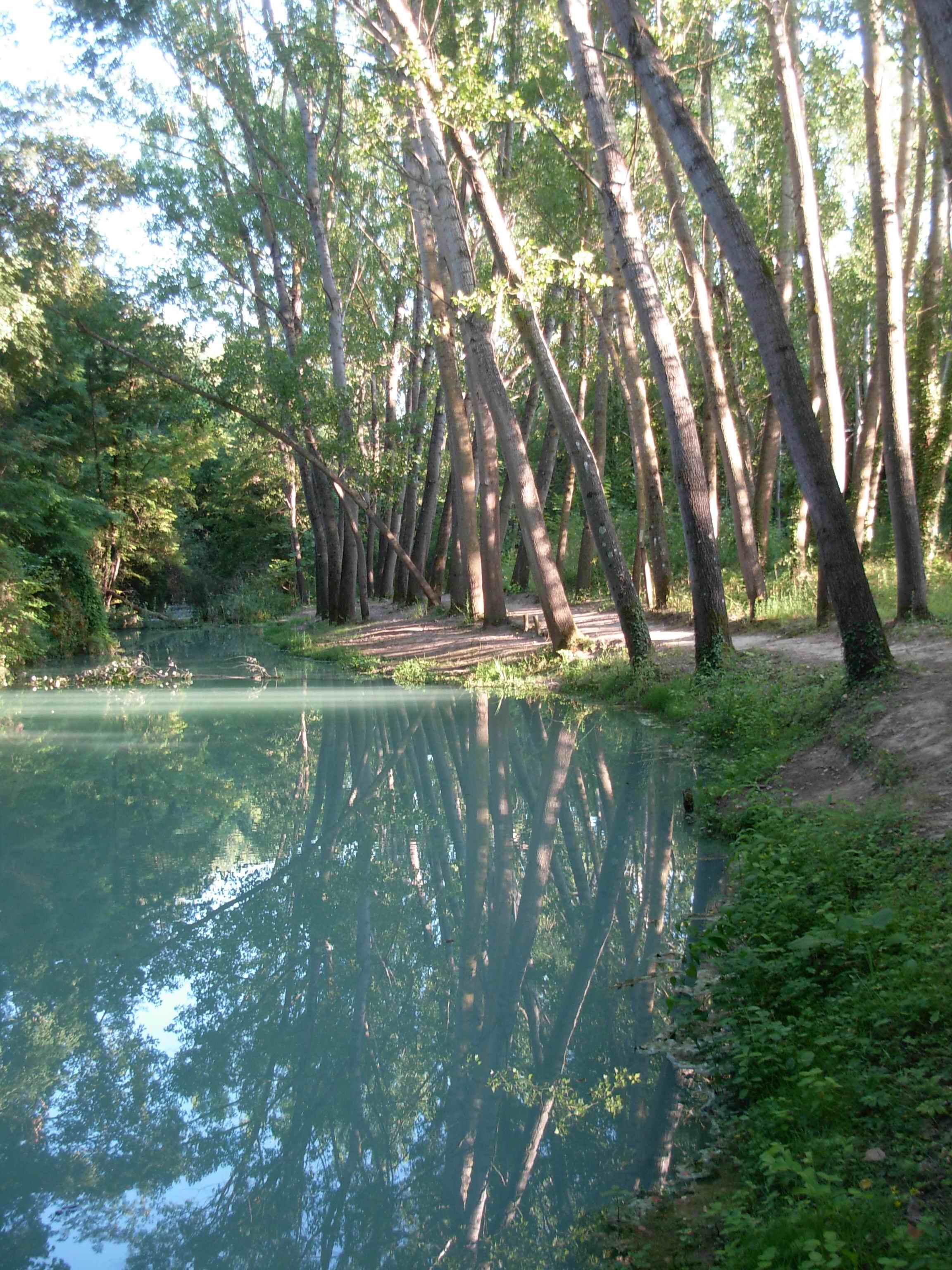
Riflessi
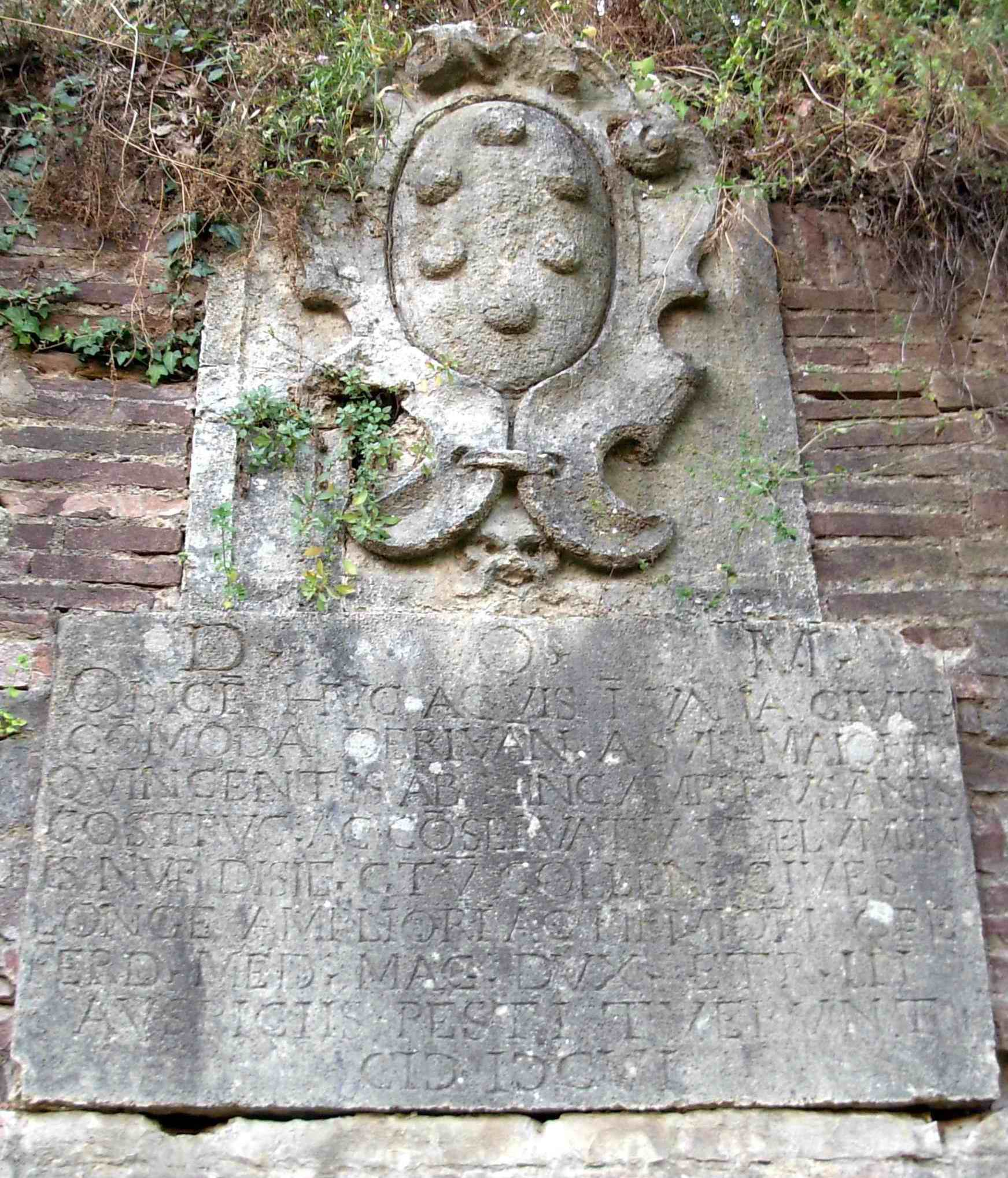
La lapide medicea presso la Steccaia a Colle di Val d'Elsa
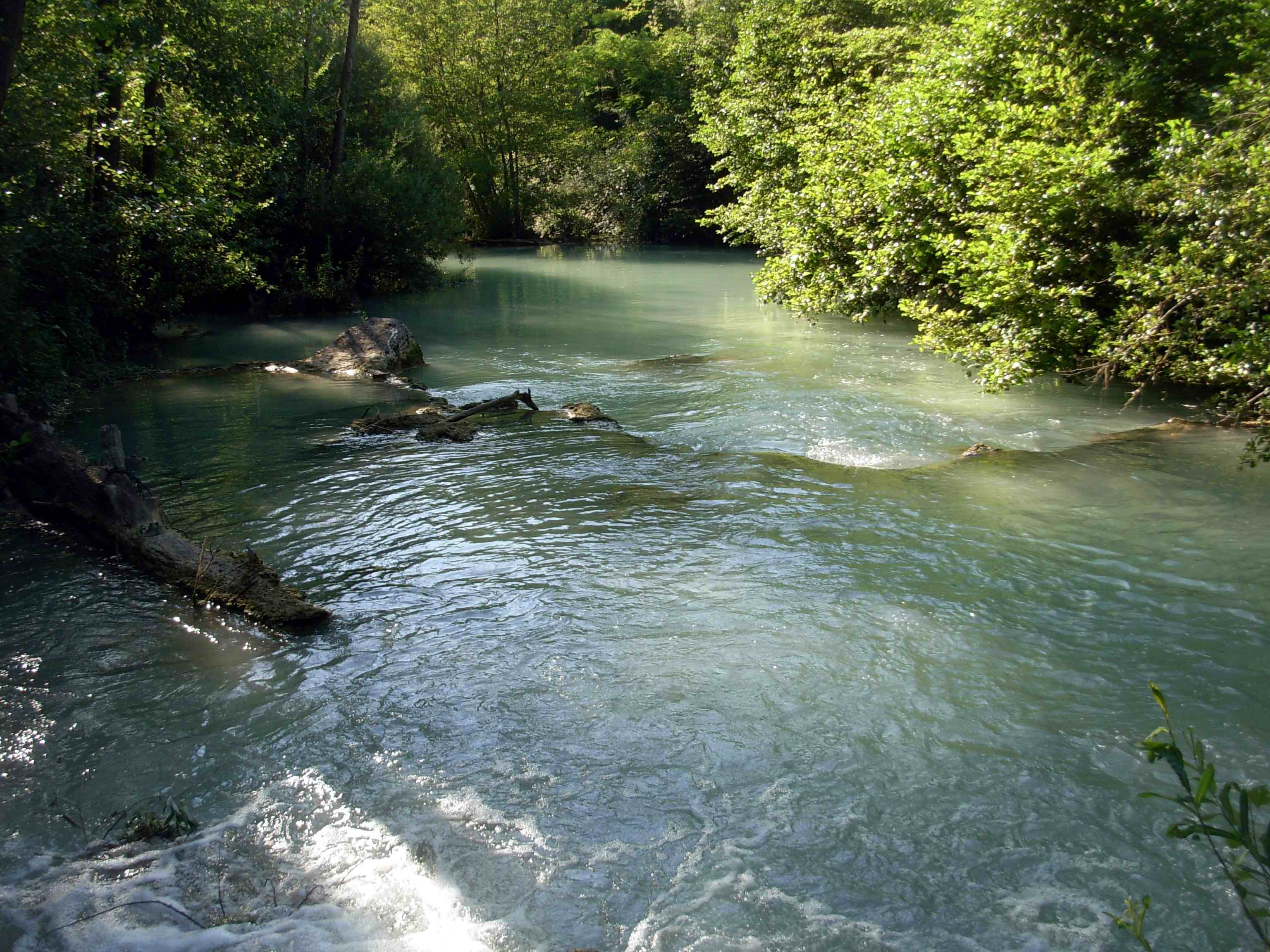
un tratto del fiume a Colle di Val d'Elsa
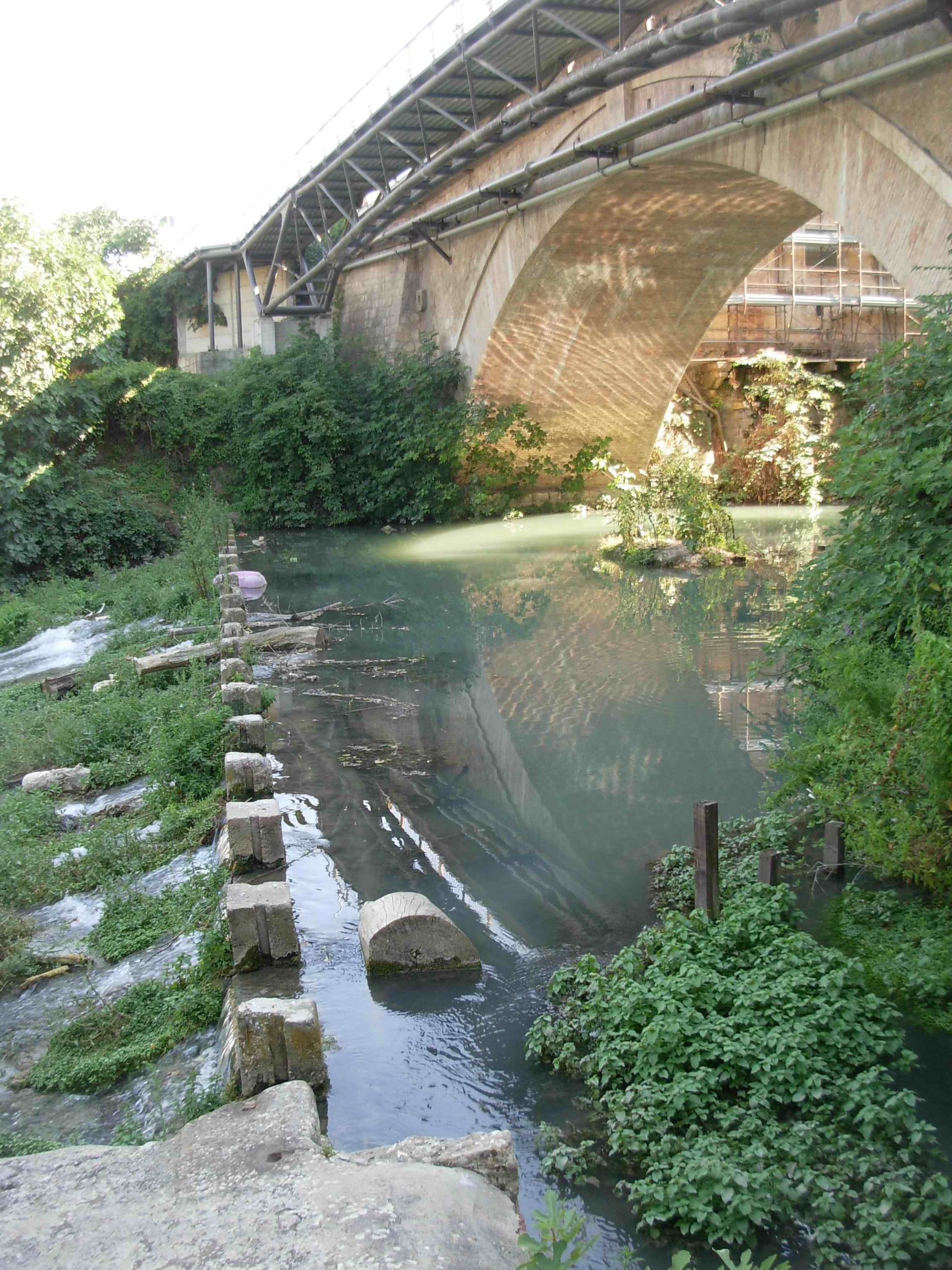
la steccaia sotto il ponte di San Marziale a Colle di Val d'Elsa
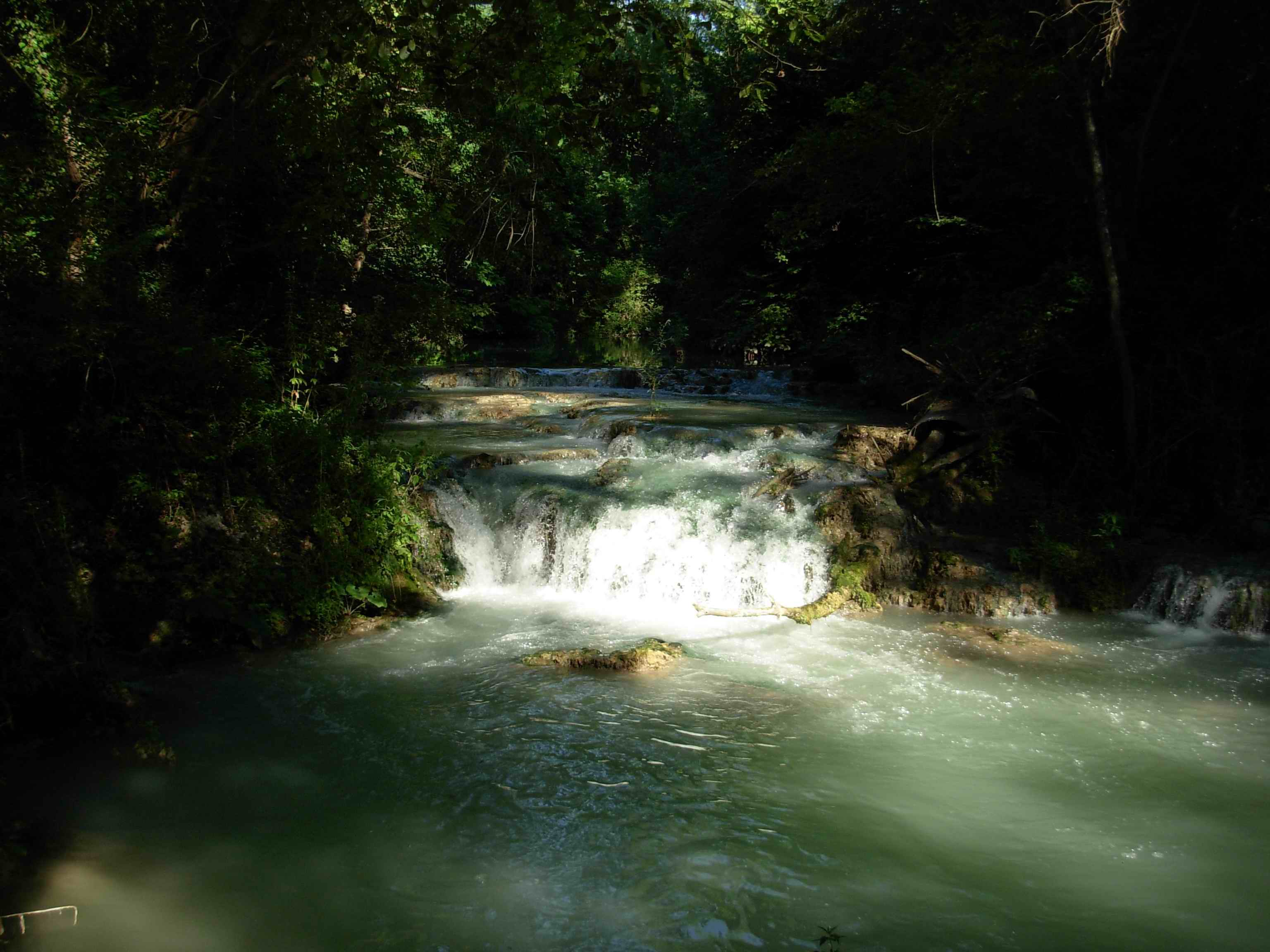
un tratto del fiume a Colle di Val d'Elsa
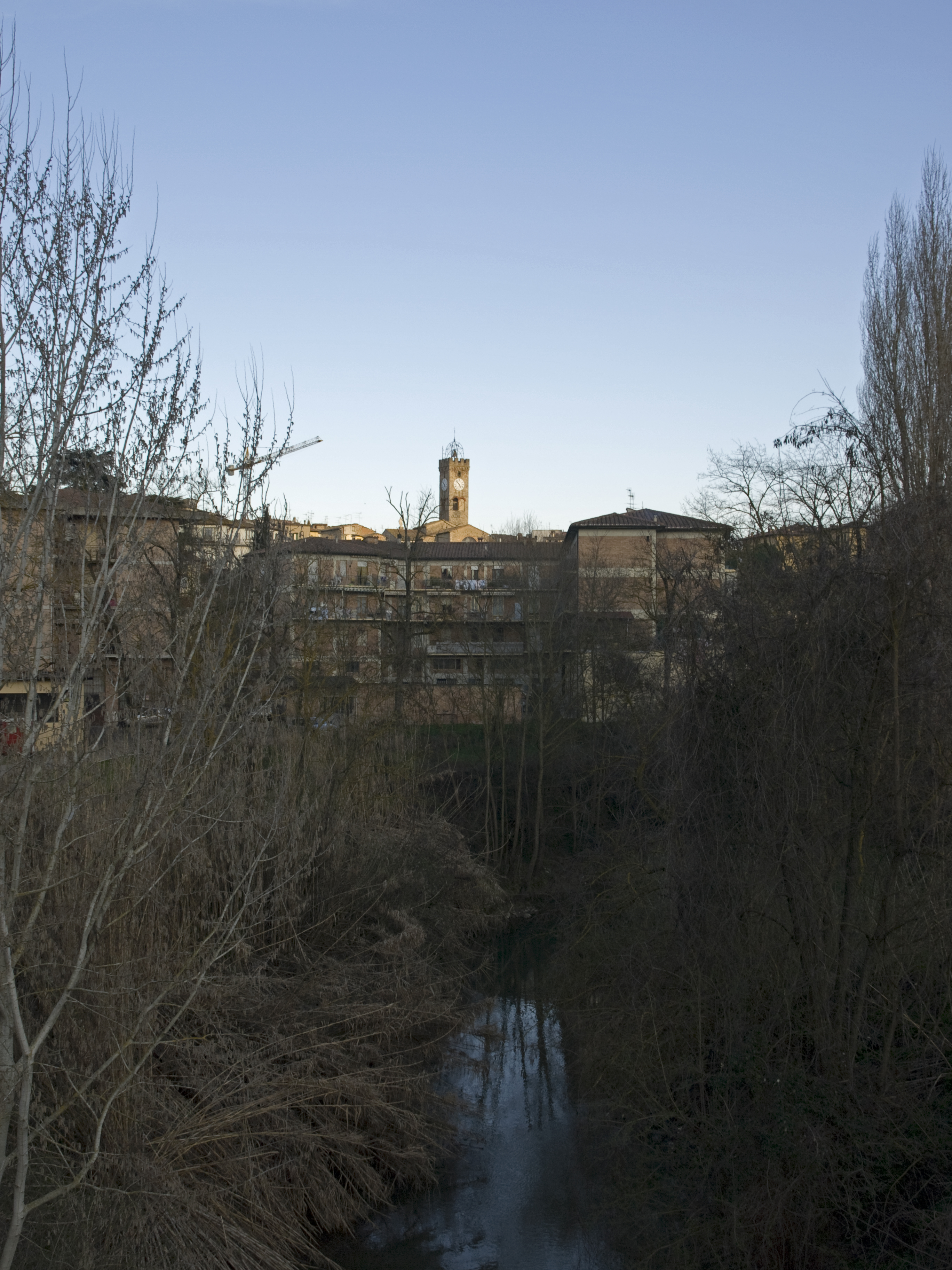
Elsa a Poggibonsi